# Piotrków Trybunalski Towarowy
Piotrków Trybunalski Towarowy – towarowa stacja kolejowa w Piotrkowie Trybunalskim, w województwie łódzkim, w Polsce.